# Willadingen
Willadingen är en ort och kommun i distriktet Emmental i kantonen Bern, Schweiz. Kommunen har 193 invånare (2023).